# Floscopa glomerata
Floscopa glomerata är en himmelsblomsväxtart som först beskrevs av Carl Ludwig von Willdenow, Schult. och Julius Hermann Schultes, och fick sitt nu gällande namn av Justus Carl Hasskarl. Floscopa glomerata ingår i släktet Floscopa och familjen himmelsblomsväxter.

## Underarter
Arten delas in i följande underarter:
- F. g. glomerata
- F. g. lelyi
- F. g. pauciflora